# Саут-Вудсток (Коннектикут)
Саут-Вудсток (англ. South Woodstock) — переписна місцевість (CDP) в США, в окрузі Віндем штату Коннектикут. 